# Petar Berke
Petar Berke (Globoko, Štrigova 1733. – Legrad 1798.), hrvatski katolički svećenik slovenskoga podrijetla iz Slovenske okrogline (Prekmurje). Napisao je povijest svetišta Marije Bistrice u kojemu je bio kapelan. Od 1769. bio je legradski župnik i graditelj crkve. 

## Djela
- Kinč osebujni slavnoga Orsaga Horvatskog, 1765.[1]